# دبیرستان شریعتی
دبیرستان شریعتی مربوط به دوره پهلوی اول است و در همدان، خیابان مهدیه واقع شده و این اثر در تاریخ ۱۵ دی ۱۳۸۷ با شمارهٔ ثبت ۲۴۳۳۲ به‌عنوان یکی از آثار ملی ایران به ثبت رسیده است.